# 美國境外預先清關

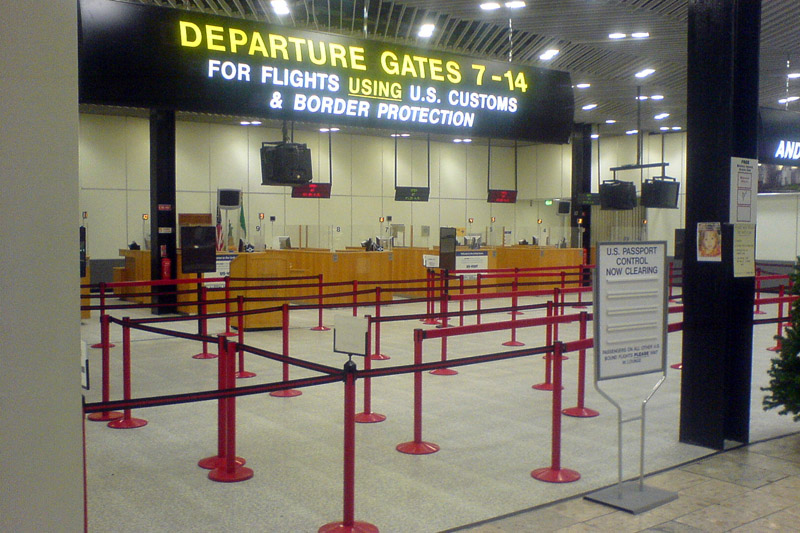
位於爱尔兰香农机场的美國境外入境審查大廳

美國境外預先清關（英語：United States border preclearance），又稱美國境外入國審查，是美國一種边防检查的特殊措施。在美國海關及邊境保衛局的管理下於許多美國境外的機場、港口或車站設立美國入境相關檢查設施，包括證照查驗、公共健康檢查及農產品檢疫。這些一般在國際航線目的地機場才要經過的程序將被提前在旅客登機（或登船、登車，如果使用的交通工具為船舶、火車）前進行完畢。這樣做的目的除了是希望使冗長的入境相關檢查手續更有效率，不要讓傳統的國際出入港擁塞外，這個措施更可使許多沒有邊境檢查設備的機場、港口得以開航國際航線。但缺點在於需要機場一些額外的空間，對於一些面積狹小的機場並不適合，以及會減少所在機場免稅店的收入。

## 現況
加拿大目前擁有最多的美國境外入國審查點，法語名稱為。百慕達、阿魯巴以及巴哈馬，愛爾蘭和阿拉伯联合酋长国的機場也有相關設施。當旅客從上述地點經境外入國審查作業後，他們抵達美國國土時即不再須接受任何審查，就如同國內航線的乘客一般。境外審查得益最大的是進入美國後還要中轉國內航線的旅客，因為平常入國後轉機者都必須在首個入境地通過移民和海關檢查，下機後要先領取行李，過關後再將行李托运。境外審查讓這些旅客可以將行李直掛美國最終目的地，也不用因為入境手續而被迫延長轉機安排的時間。然而带来的负面影响是旅客有可能在起飞机场接受审查时等待很长时间，从而使得其错过原先离境的航班，继而错过余下的所有后续航班，而航空公司亦因担心大部分旅客有可能错过航班而延迟航班的起飞时间，造成严重的航班延误。据统计，从阿布扎比国际机场起飞的前往洛杉矶的航班准点率只有1%，平均晚点时间为60分钟；而前往芝加哥，华盛顿及纽约的航班准点率分别为10%，35%和21%，前往芝加哥的航班平均晚点52分钟，而华盛顿和纽约晚点时间也有56分钟之多。
境外入國審查的措施讓航空公司在營運上更有彈性。例如來往紐約和加拿大多倫多或巴哈馬首都拿骚的航線，原本必須停靠於較擁擠的甘迺迪國際機場。但有了境外審查後，航空業者就可以改停靠較方便但沒有關卡設施的拉瓜地亞機場。
境外入國審查適用於所有前往美國的乘客，包括公民以及非公民。大部份國家允許轉機旅客在不離開機場禁區的前提下免予入國審查，但是美國法律規定轉機旅客也要接受入國審查，因此境外入國審查也適用於轉機旅客。
為了在美國國外建立境外入國審查點，美國聯邦政府必須與審查點所在國政府達成協議。另外，審查點不享有其他治外法權，祇要航機或船舶尚未離開審查點所在國，即使旅客已經通過審查點，也依舊受審查點所在國法律管轄。駐守審查點的美方人員只有權拒絕讓旅客登機(或火車、遊輪)，但卻沒有權力進行逮捕。即使是旅客已經妨礙審查點作業，甚至被美方通緝，美方人員也不可以私自逮捕。祇有審查點所在國/地執法機構才有權進行逮捕。法律上，美方人員是邀請旅客接受自身及行李審查。

## 實施地區

### 加拿大

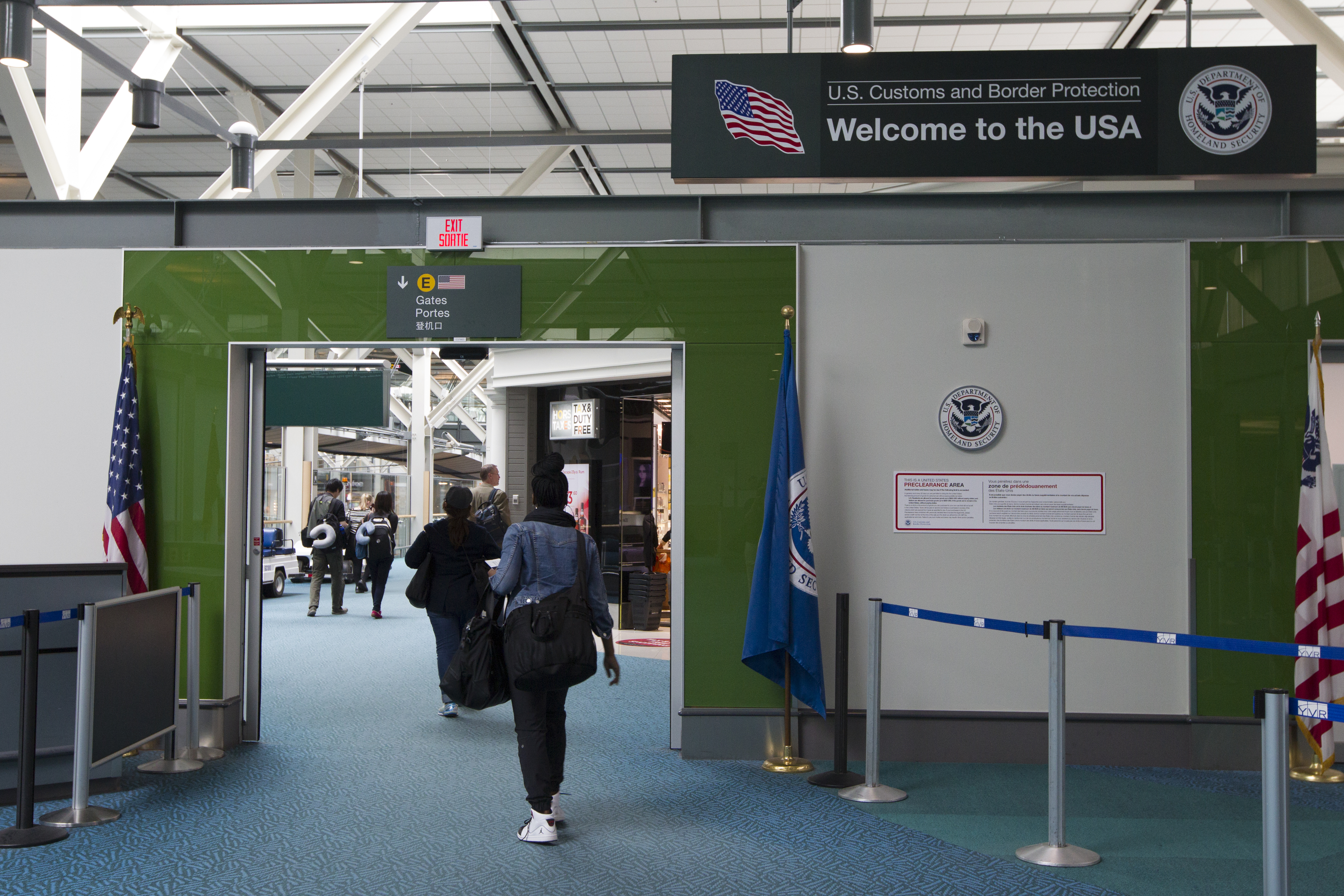
通过温哥华国际机场美国境外预先清关设施后，候机区域的入口

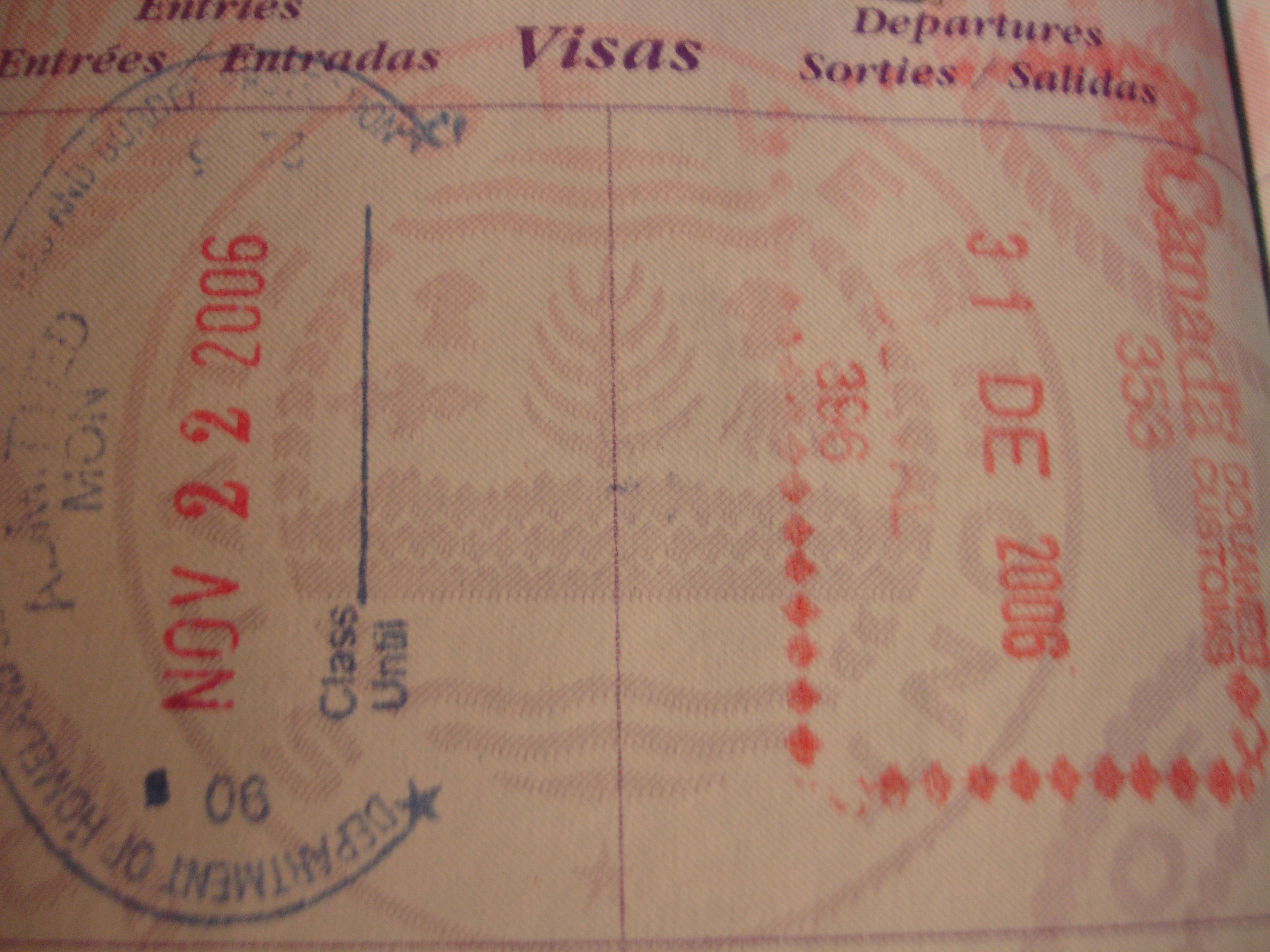
加拿大边境服务局和美国移民局在蒙特利尔特鲁多国际机场为一本美国护照加盖的章记

其實在1952年時，安大略的多倫多機場就已有類似境外入境審查的非正式作業，當時是美國航空所提出的要求。最後在1974年由加拿大國會下議院所修改通過的《航空運輸境外入國審查法》（the Air Transport Preclearance Act）、1999年《境外入國審查法（S-22法案）》（Preclearance Act; Bill S-22）及2001年 《美加航空運輸境外入國審查協定》（Canada-U.S. Agreement on Air Transport Preclearance）的承認下才使這計畫正式化。 目前有美國境外入境審查計畫的加國據點如下：
- 卡加利國際機場
- 埃德蒙顿国际机场
- 哈利法克斯羅伯特·洛恩·斯坦菲爾德國際機場
- 蒙特婁特魯多國際機場
- 渥太華麥克唐納－卡蒂埃國際機場
- 多倫多皮爾遜國際機場
- 溫哥華國際機場
- 溫哥華太平洋中央車站（美铁瀑布号列车（英语：Amtrak Cascades）往西雅圖）
- 溫尼伯詹姆斯·阿姆斯特朗·理查森國際機場

美國境外入境審查作業另外還有兩個港口分別是溫哥華港及維多利亞港。如此一來，搭乘游轮前往阿拉斯加旅遊的遊客就可以從美西沿岸任一港口（如西雅圖、Astoria、舊金山、洛杉磯及圣迭戈等）出發，中停加拿大而不須做出入國的檢查手續。
往来加拿大和美国华盛顿州的渡轮亦有类似的境外入境审查，但是旅客在维多利亚港仅接受移民检查，海关检查将在抵达华盛顿州后进行。在1999年，美国的海关官员曾经因此意外地阻止了一起由激进穆斯林分子针对洛杉矶国际机场的炸弹袭击。

### 加勒比海及大西洋區
1960年起就開始在百慕達上實施，不過沒有正式的協議。一直到1974年6月時，巴哈馬聯邦才與美國簽訂條約使計畫正式化。
- 阿鲁巴：贝娅特丽克丝女王国际机场
- 巴哈马：位于弗里波特市（Freeport）的大巴哈马国际机场（Grand Bahama International Airport）和位于拿骚市的林丁平德林国际机场（Lynden Pindling International Airport）
- 百慕大：百慕達國際機場（Bermuda International Airport）

### 爱尔兰

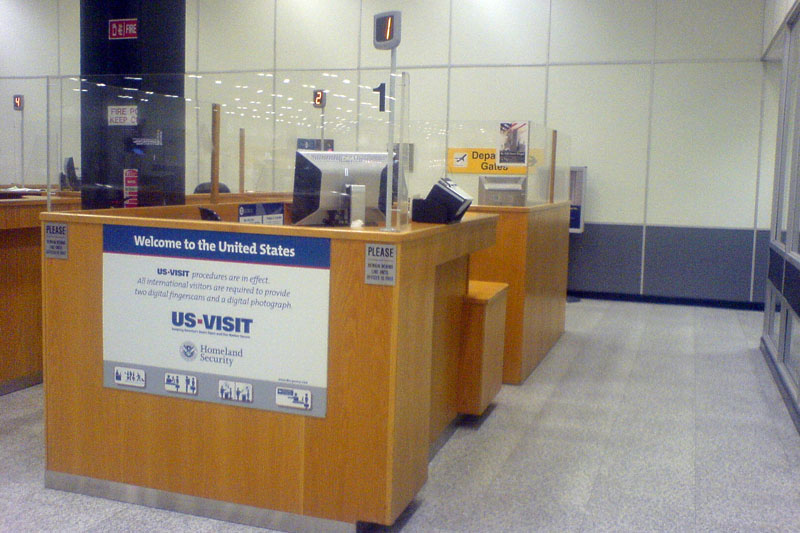
香农机场的美國境外入境審查櫃台，旅客在此接受證照查驗並掃描指紋及照相

美國與爱尔兰共和国的《境外入境審查作業協议》在1986年開始，起初只包括移民检查，即护照等旅行证件的检查，故航班飞抵美国后仍要停靠国际到达航站楼进行海关检查。
从2008年起，爱尔兰第二大国际机场香农机场配备了全套设备；2011年起，都柏林机场二号航站楼亦设置了全套美国边防入境检查设备。如此，往来爱尔兰的旅客（以及从伦敦城市机场经停香农机场前往纽约的旅客）就可以由两大出境点飞往美国国内机场而在抵达时不做任何检查。

### 阿拉伯聯合大公國
阿布達比國際機場設有美國境外入境審查設備，於2014年1月26日正式投入運作。美國也曾計劃在迪拜國際機場設立美國境外入境審查，但最終因機場建築格局不合適而擱置，待新建的Al Maktoum機場進入二期工程後再定，“至少要等十年”。

## 計畫增設地區
美國國土安全部已在2015年5月，於其官網上發布在下列9个国家的10个机场計畫增設境外入境檢查之機場的意向：
- 比利时：布魯塞爾機場
- ：蓬塔卡纳国际机场（英语：Punta Cana International Airport）
- 荷蘭：阿姆斯特丹史基浦機場
- 挪威：奧斯陸國際機場
- 日本：成田國際機場
- 西班牙：阿道弗·苏亚雷斯马德里-巴拉哈斯机场
- 瑞典：斯德哥爾摩-阿蘭達機場
- 土耳其：伊斯坦布尔機場
- 英国：倫敦希斯洛機場和曼徹斯特國際機場

在2016年3月10日，美加两国官员宣布将依2015年3月16日签署的《陆路，海路，铁路和空路预审查协议》（Agreement on Land, Rail, Marine, and Air Transport Preclearance），在安大略省的比利·畢曉普多倫多市機場和魁北克省的魁北克让·勒萨热国际机场及蒙特利尔中央车站设立境外入国审查设施，其中魁北克城的设施将预计在18个月后开始投入运作，耗资为3500万加元。
2016年11月4日，美国國土安全部又将在下列9个国家的11个机场計畫增設境外入境檢查之機場的意向
- 哥伦比亚：埃尔多拉多国际机场
- 阿根廷：埃塞萨皮斯塔里尼部长国际机场
- 英国：爱丁堡机场
- 冰島：凯夫拉维克机场
- 日本：大阪关西机场
- 墨西哥：墨西哥城机场
- 荷屬聖馬丁岛：朱丽安娜公主国际机场
- 義大利：罗马菲乌米奇诺机场和米兰马尔彭萨机场
- 巴西：圣保罗国际机场和里约热内卢机场

## 放弃实施地区
韓國外交部曾在2014年表示韓國政府現正計劃在仁川國際機場開設美國境外入境審查，惟機場方面已於2015年1月15日單方面宣佈，由于设立境外入境审查将减少免税店的收入，从而影响机场收取的佣金，故將放棄考慮引入相關人員及設施。
在2015年5月23日，香港立法会议员叶刘淑仪在其个人的Facebook主页上指出，早在约20至30年前美国政府和港英政府共同考虑过在启德机场设立境外入境审查，而其本人亦亲身赴加拿大考察当地的设施。然而这项提议因为启德机场面积过于狭小而最终未能付诸实施。

## 外部連結
- 海關暨邊界保護局網頁列表
- 美國境外入境審查加拿大實施情形 （页面存档备份，存于）
- 境外入境史─起源
- 美国入境卡